# Arturo de Córdova
Pour les articles homonymes, voir Cordova.
Arturo de Córdova est un acteur mexicain, de son vrai nom Arturo García Rodríguez, né à Mérida (Mexique) le 8 mai 1907, décédé d'un accident vasculaire cérébral à Mexico le 3 novembre 1973.

## Biographie
Ses parents étaient Arturo García Pujol et Isabel Rodríguez Echeverría Muro, tous deux cubains vivant à Mérida. Jusqu'à l'âge de sept ans, il vit dans sa ville natale. Puis sa famille l'a emmené aux États-Unis où il est resté jusqu'à l'âge de 12 ans, quand ils ont déménagé en Argentine et plus tard ses parents l'ont envoyé en Suisse pour étudier les langues. 
Arturo de Córdova débute au cinéma en 1936 et participe à 106 films jusqu'en 1971, majoritairement mexicains (dont Tourments de Luis Buñuel, en 1953). Toutefois, dans les années 1940, il apparaît dans quelques films américains, le plus connu étant sans doute Pour qui sonne le glas (1943). À noter qu'il interprète Edmond Dantès, alias Le Comte de Monte-Cristo, dans une adaptation (film mexicain) de 1942.
De 1964 jusqu'à sa mort soudaine en 1973, il est marié à l'actrice mexicaine (d'origine argentine) Marga López.

## Filmographie
- 1936 : Celos (es) d'Arcady Boytler
- 1936 : Cielito lindo de Robert Guigley et Roberto Gavaldón
- 1937 : ¡Esos hombres! (en) de Rolando Aguilar (en)
- 1937 : Ave sin rumbo de Robert Quigley
- 1937 : La Paloma de Miguel Contreras Torres
- 1938 : La Zandunga (en) de Fernando de Fuentes
- 1938 : Réfugiés à Madrid (es) (Refugiados en Madrid) d'Alejandro Galindo
- 1938 : Les Hommes de la mer (Hombres del mar) de Chano Urueta
- 1938 : Quand Mexico dort (en) (Mientras México duerme) d'Alejandro Galindo
- 1938 : Canto a mi tierra de José Bohr (en)
- 1939 : La Maison de l'ogre (en) (La casa del ogro) de Fernando de Fuentes
- 1939 : La bestia negra de Gabriel Soria
- 1939 : Los hijos mandan de Gabriel Soria
- 1939 : El milagro de la calle mayor de N.A. Cuyas et Steve Sekely
- 1939 : La noche de los mayas de Chano Urueta
- 1940 : Odio de William Rowland
- 1940 : ¡Que viene mi marido! de Chano Urueta
- 1940 : Mala yerba de Gabriel Soria
- 1940 : Hombre o demonio (it) de Miguel Contreras Torres
- 1941 : El secreto del sacerdote (en) de Joselito Rodríguez

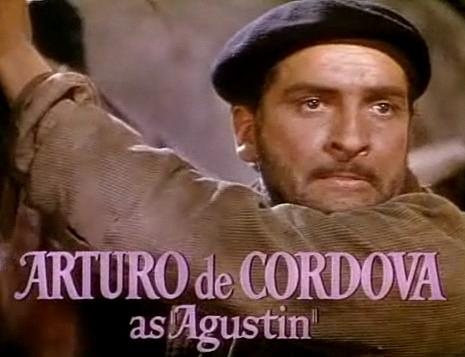
Dans Pour qui sonne le glas (1943)

- 1941 : El milagro de Cristo de Francisco Elías
- 1941 : Quelle époque, Monsieur Simon! (es) (¡Ay, qué tiempos, señor Don Simón!) de Julio Bracho
- 1941 : Cinco minutos de amor (en) de Alfonso Patiño Gómez (es)
- 1942 : Le Comte de Monte-Cristo (El Conde de Montecristo) de Roberto Gavaldón et Chano Urueta
- 1943 : Hostages de Frank Tuttle
- 1943 : Pour qui sonne le glas (For whom the Bell tolls) de Sam Wood
- 1944 : L'aventure vient de la mer (Frenchman's Creek) de Mitchell Leisen
- 1945 : Mascarade à Mexico (Masquerade in Mexico) de Mitchell Leisen
- 1945 : La Jungle en feu (La Selva de fuego) de Fernando de Fuentes
- 1945 : Duffy's Tavern d'Hal Walker (lui-même)
- 1945 : A Medal for Benny d'Irving Pichel
- 1945 : La Blonde incendiaire (Incendiary Blonde) de George Marshall
- 1946 : Su última aventura de Gilberto Martínez Solares
- 1947 : La diosa arrodillada de Roberto Gavaldón
- 1947 : Cinco rostros de mujer de Gilberto Martínez Solares
- 1947 : La Nouvelle-Orléans (New Orleans) d'Arthur Lubin
- 1948 : Le Règne de la terreur (Adventures of Casanova) de Roberto Gavaldón
- 1948 : Algo flota sobre el agua d'Alfredo B. Crevenna
- 1950 : El hombre sin rostro de Juan Bustillo Oro
- 1951 : Mains criminelles (En el palma de tu mano) de Roberto Gavaldón
- 1952 : Mi esposa y la otra d'Alfredo B. Crevenna
- 1952 : Le Révolté de Santa Cruz (El Rebezo de Soledad) de Roberto Gavaldón
- 1952 : Désir interdit (Cuando levanta la niebla) d'Emilio Fernández
- 1953 : Fruto de tentación d'Alfredo B. Crevenna
- 1953 : Tourments (Él) de Luis Buñuel
- 1953 : Las tres perfectas casadas de Roberto Gavaldón
- 1953 : Reportaje d'Emilio Fernández
- 1954 : La entrega de Julián Soler
- 1957 : La ciudad de los niños de Gilberto Martínez Solares
- 1958 : Miércoles de ceniza de Roberto Gavaldón
- 1958 : A media luz los tres de Julián Soler
- 1958 : El hombre que logró ser invisible d'Alfredo B. Crevenna
- 1959 : Mi esposa me comprende de Julián Soler
- 1959 : Mis padres se divorcian de Julián Soler
- 1960 : El esqueleto de la señora Morales de Rogelio A. González
- 1960 : La cigüeña dijo sí de Rafael Baledón
- 1961 : Les Frères Del Hierro (Los hermanos Del Hierro) d'Ismael Rodríguez
- 1962 : Cena de matrimonios d'Alfonso Balcázar
- 1962 : Pecado de juventud de Mauricio de la Serna
- 1964 : Cuando acaba la noche de Julián Soler
- 1965 : El amor no es pecado ou El cielo de los pobres de Rafael Baledón
- 1965 : El gángster de Luis Alcoriza
- 1965 : El pecador de Rafael Baledón
- 1966 : Despedida de soltera de Julián Soler
- 1966 : Que haremos con papá ? de Rafael Baledón
- 1966 : Juventud sin ley ou Robeldes a go-go de Gilberto Martínez Solares
- 1966 : Matar es fácil de Sergio Véjar
- 1967 : Los perversos de Gilberto Martínez Solares
- 1970 : La agonía de ser madre de Rogelio A. González
- 1971 : El profe de Miguel M. Delgado